# Dryadites concolor
Dryadites concolor es una especie de coleóptero de la familia Endomychidae.

## Distribución geográfica
Habita en el norte de Borneo.